# Alastore (figlio di Neleo)
Alastore (in greco antico: Ἀλάστωρ?, Alàstor) era un personaggio della mitologia greca ed uno dei figli di Neleo.

## Il mito
Alastore, fratello di Nestore, Cromio, Periclimeno e della sorella (Però), sposò Arpalice di Argo, la figlia di Epicasta e di Climeno, figlio a sua volta di Scheneo.
Il padre prima di maritarla e benché fosse sua figlia, aveva avuto con lei dei rapporti incestuosi ed era ancora innamorato di lei. In seguito e per gelosia decise di portarla via dal marito e lei trovò il modo di vendicarsi.
Quando cadde il fratello di Aiace durante la guerra di Troia fu uno dei primi ad accorrere e portarlo in salvo, atto non insolito di Alastore che più di una volta prestò aiuto ai feriti in campo.

### Fonti
- Partenio, Erotikà Pathèmata 13
- Omero, Iliade III. 11, 693; IV 295; VIII 333
- Pseudo-Apollodoro, Libro I, 93

### Moderna
- Robert Graves, I miti greci, Milano, Longanesi, ISBN 88-304-0923-5.
- Anna Ferrari, Dizionario di mitologia, Litopres, UTET, 2006, ISBN 88-02-07481-X.
- Anna Maria Carassiti, Dizionario di mitologia classica, Roma, Newton, 2005, ISBN 88-8289-539-4.